# Piperiton
Piperiton ist ein Terpenoid beziehungsweise monocyclisches Monoterpen, setzt sich also aus zwei Einheiten Isopren zusammen.

## Vorkommen

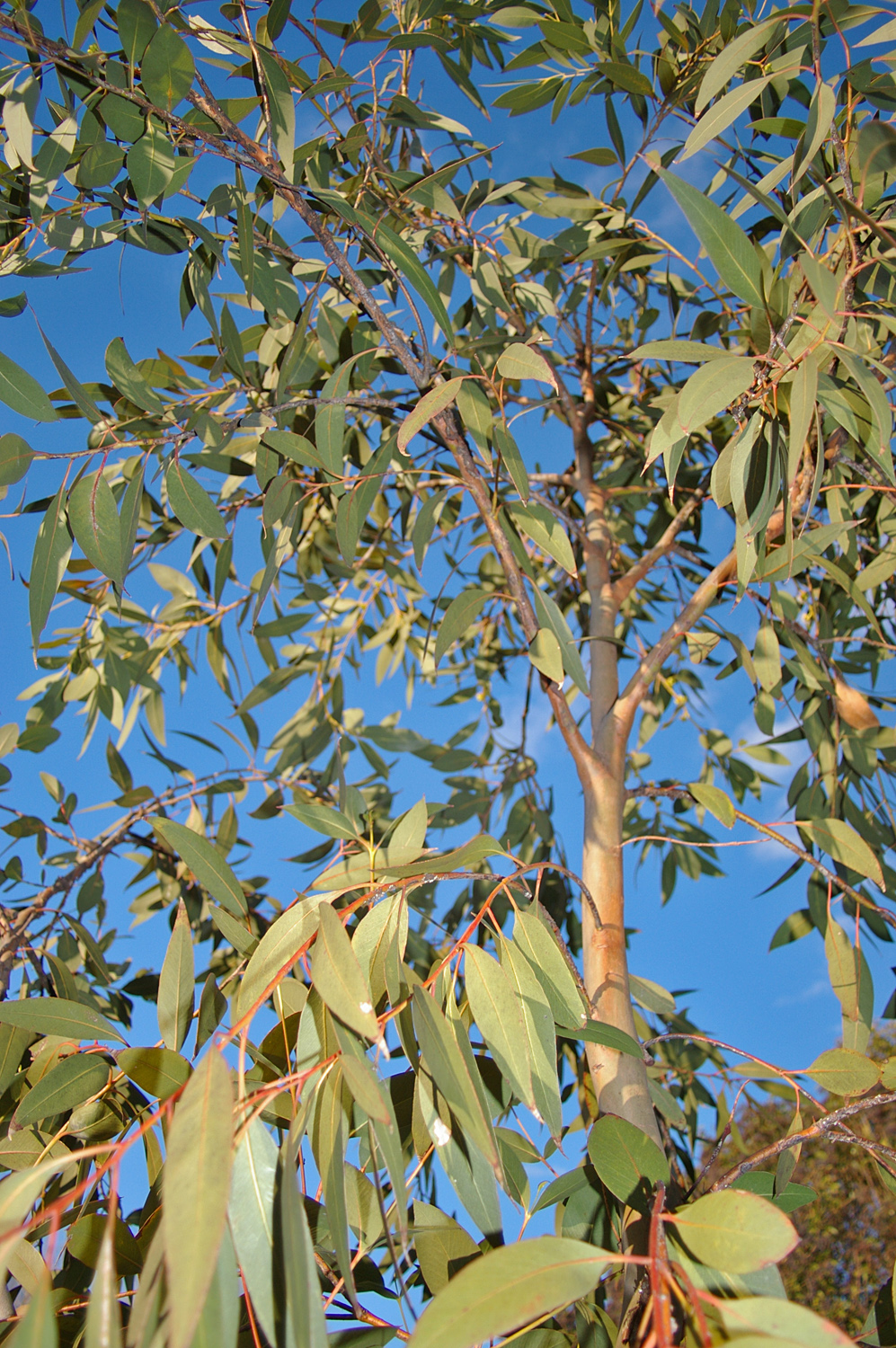
Eucalyptus dives

Piperiton kommt in vielen ätherischen Ölen vor, beispielsweise bei über dreißig Arten der Gattung Eucalyptus. Hohe Anteile finden sich bei einigen Arten von Eucalyptus und Mentha. In der Gattung Eucalyptus kommen die größten Mengen in Eucalyptus dives vor. Beide Enantiomere kommen natürlich vor. In Eucalyptus-Arten kommt (−)-Piperiton vor, in der Ackerminze (+)-Piperiton, in einigen Pflanzen auch racemisches Piperiton.

## Eigenschaften
Piperiton ist eine farblose Flüssigkeit mit einem deutlichen Geruch nach Pfefferminze.

## Herstellung
Piperiton kann aus Isopropylacetessigester und Methylvinylketon hergestellt werden.

## Reaktionen
Aus Piperiton können Menthol und Thymol hergestellt werden. Die Reduktion zu Menthol gelingt mit Wasserstoff an einem Nickel-Katalysator. Die Oxidation zu Thymol gelingt mittels Eisen(III)-chlorid und Essigsäure. Es bildet außerdem Addukte mit Benzaldehyd und mit Hydroxylamin (ein Oxim), die früher hilfreich waren, um die Verbindung über den Schmelzpunkt der Derivate zu identifizieren. Unter Einfluss von Licht geht Piperiton eine Photodimerisierung ein, bei der eine polycyclische Verbindung mit einem Cyclobutanring ausgebildet wird.